# 河北道 (清朝)
河北道，清朝到民国初期设置的道，属于河南省。

## 清朝
河北道，清朝设置的道。辖3府：
- 彰德府
- 卫辉府
- 怀庆府

分守道，顺治元年（1644年）七月设立，驻怀庆府，康熙六年（1644年）七月裁撤。康熙九年（1670年）正月复设，驻卫辉府。康熙二十五年（1686年）四月裁撤。雍正五年（1727年）闰三月复设，驻武陟县，兼管河务。乾隆十三年（1748年）为分守河北兵备道，布政使司参政衔。乾隆二十三年（1758年）六月，加水利衔。

## 民国
1913年治所在汲县，1928年废除。1915年辖24县：
1. 汲县
2. 武陟县
3. 安阳县
4. 汤阴县
5. 临漳县
6. 林县
7. 内黄县
8. 武安县
9. 涉县
10. 新乡县
11. 获嘉县
12. 淇县
13. 辉县
14. 延津县
15. 浚县
16. 滑县
17. 封丘县
18. 沁阳县
19. 济源县
20. 原武县
21. 修武县
22. 孟县
23. 温县
24. 阳武县